# Кресент Сити (Калифорнија)
Кресент Сити (енгл. Crescent City) град је у америчкој савезној држави Калифорнија. По попису становништва из 2010. у њему је живело 7.643 становника.

## Демографија
Према попису становништва из 2010. у граду је живело 7.643 становника, што је 3.637 (90,8%) становника више него 2000. године.
| Група             | 2000.         | 2010.         |
| Белци             | 2.947 (73,6%) | 3.455 (45,2%) |
| Афроамериканци    | 21 (0,5%)     | 910 (11,9%)   |
| Азијати           | 185 (4,6%)    | 333 (4,4%)    |
| Хиспаноамериканци | 441 (11,0%)   | 2.342 (30,6%) |
| Укупно            | 4.006         | 7.643         |